# Chayote
Sechium edule · Christophine, Chouchou
Espèce
Classification phylogénétique
La chayote, chayotte ou séchion (Sechium edule), est une espèce de plante à fleurs de la famille des Cucurbitacées. C'est une plante vivace cultivée sous climats chauds comme plante potagère pour son fruit comestible à maturité, mais également pour sa tige, appelée « chouchou » à l'île Maurice et à La Réunion, et occasionnellement pour sa racine riche en amidon. Ces différents termes désignent aussi le fruit qui est consommé comme légume. 
Elle est également appelée christophine aux Antilles françaises et en Guyane, chouchou à La Réunion, sousou à l'Île Maurice, chouchoute à Madagascar, en Nouvelle-Calédonie et en Polynésie française,  mirliton en Haïti et en Louisiane.

## Étymologie et dénominations
Le mot « chayote » est un emprunt de l'espagnol chayote qui désigne le fruit et la plante. Ce dernier vient du nahuatl chayotli qui désigne son fruit épineux. Le nahuatlisme chinchayote désigne lui en espagnol sa racine comestible.
Elle doit son nom de Christophine au fait que les Européens la connaissent depuis sa découverte, en Amérique centrale, à la fin du XVe siècle, par Christophe Colomb.
Elle est appelée saosety à Madagascar, chuchu au Brésil, chocho en Jamaïque, labu siam en Indonésie, chow chow en Inde, chouchou à La Réunion, pimpinela à Madère, choko en Nouvelle-Zélande et en Australie.
En Amérique du Sud, elle est connue sous les noms de chayote, chayota, tayota, guatilla, guatila, pataste, etc.

## Description

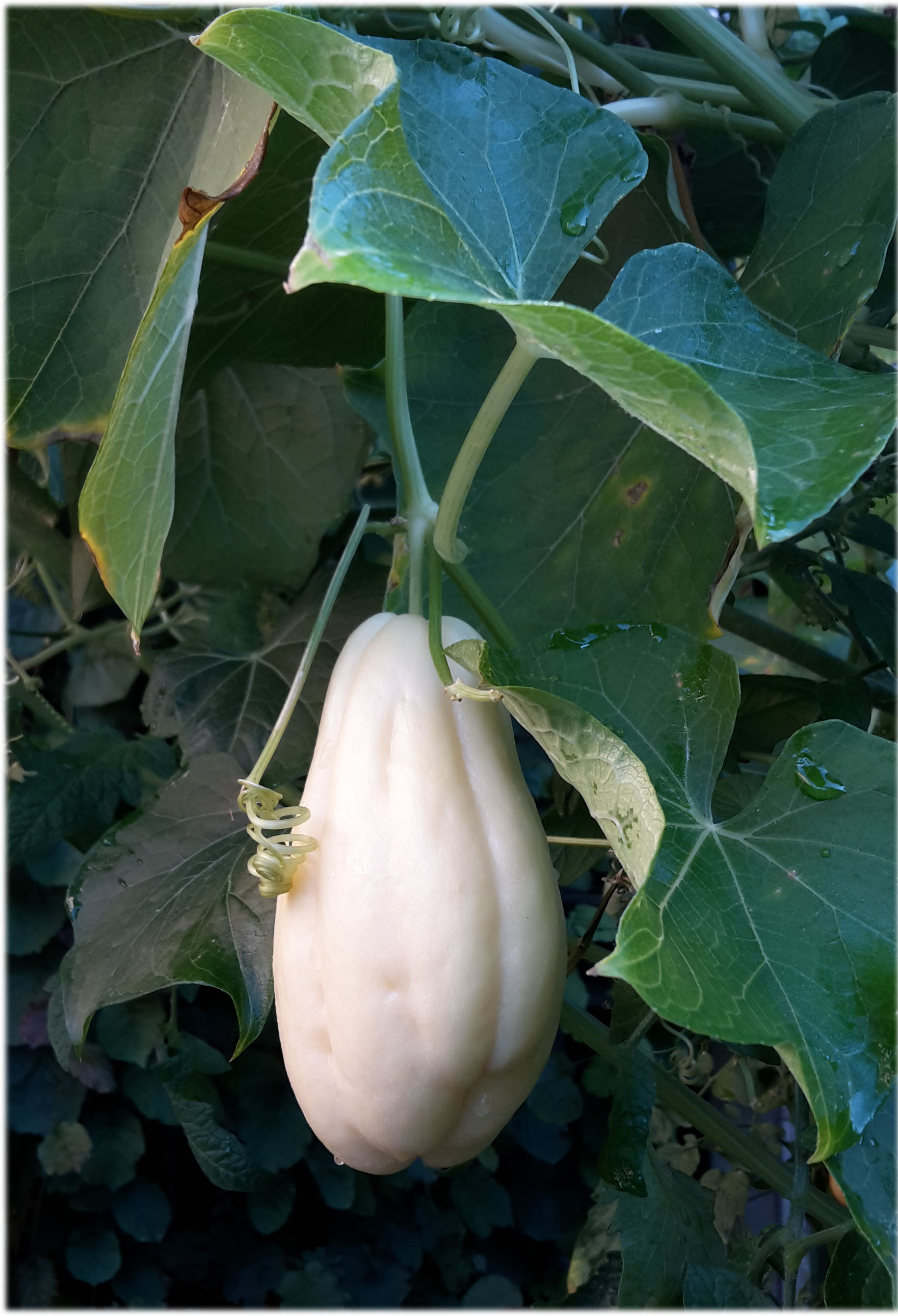
Variété blanche jaunâtre de christophine.
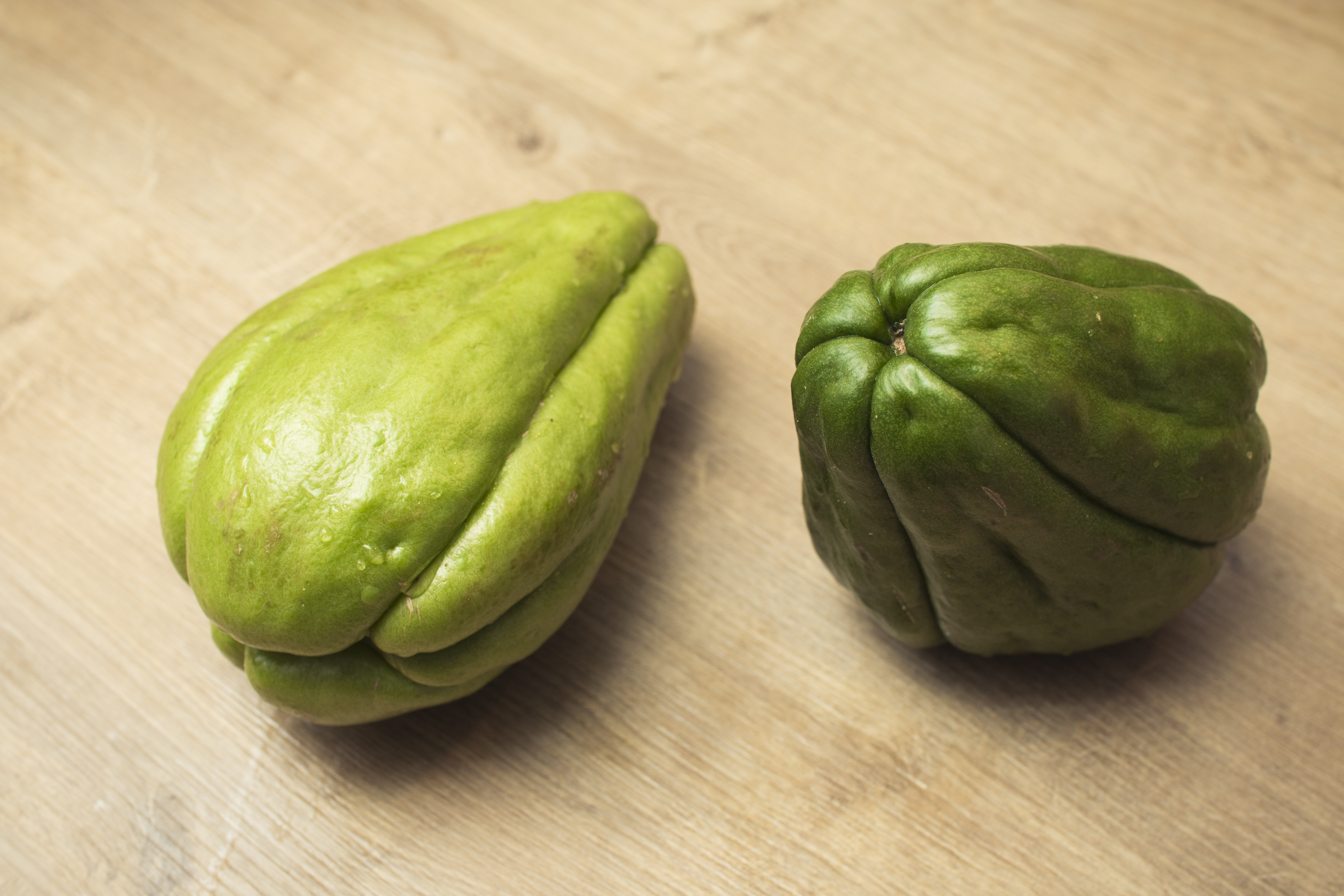
Chayotes.
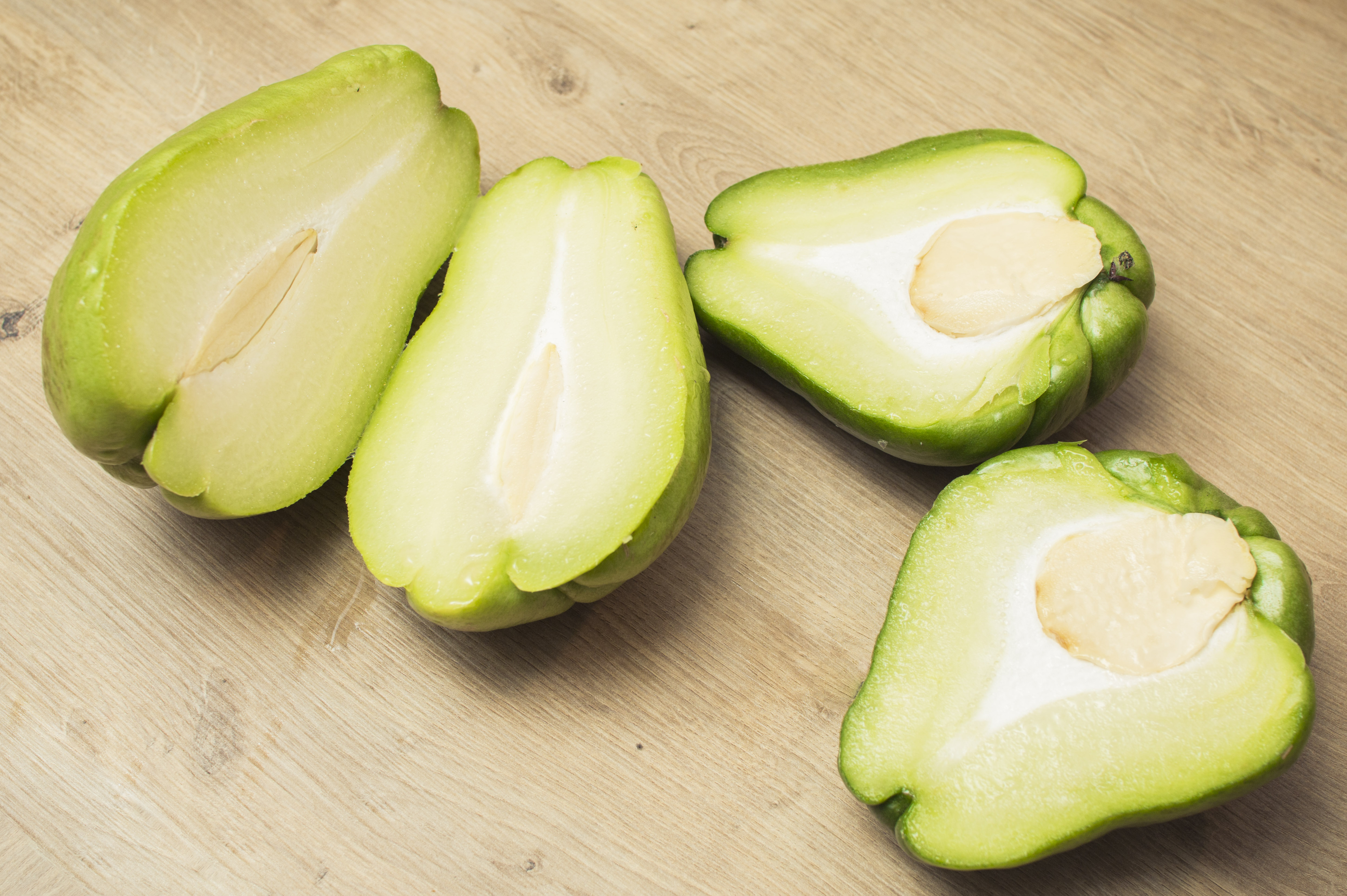
Chayotes coupées dans le sens de la longueur montrant la graine.

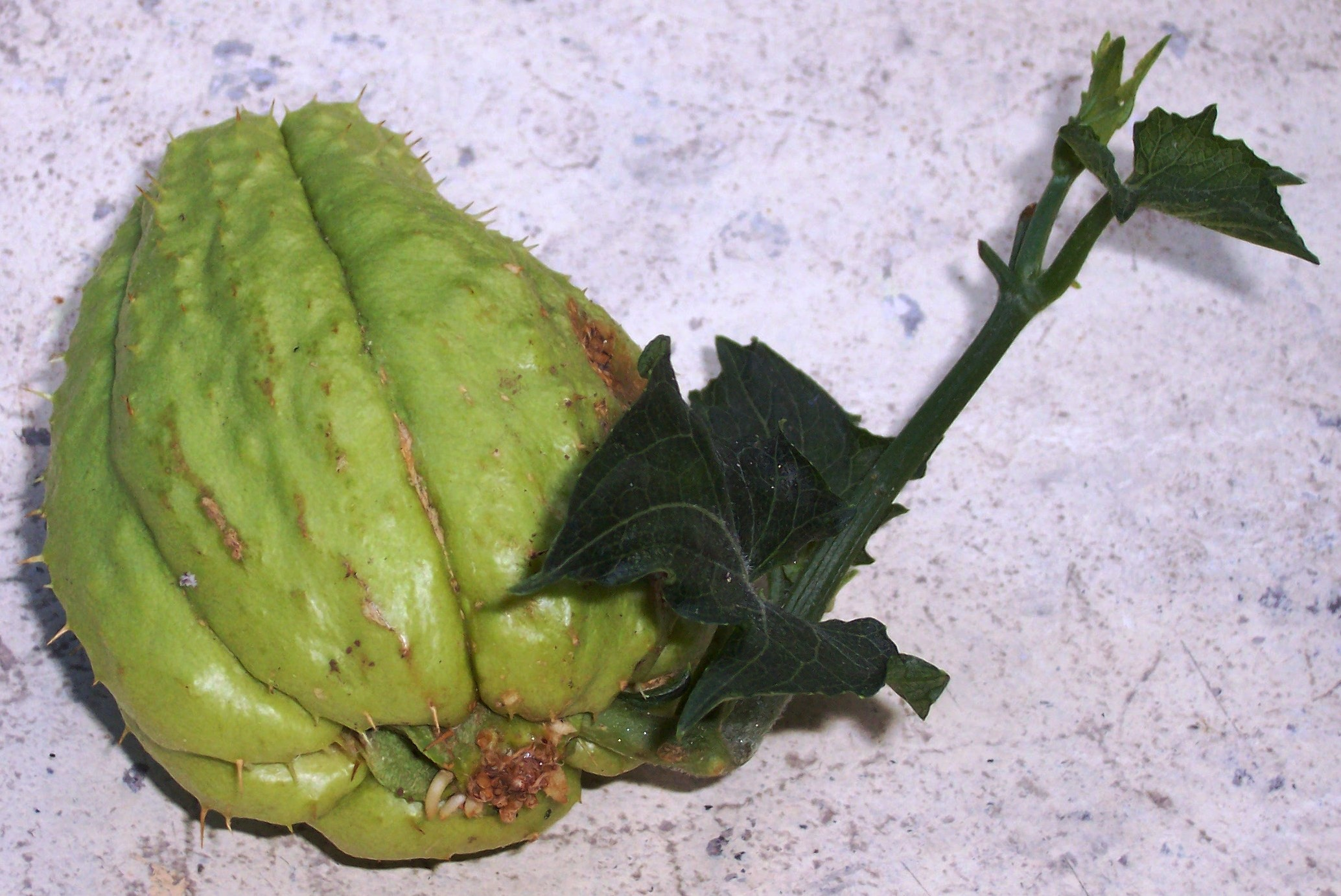
La « viviparité » de la chayote : la graine germe à l'intérieur du fruit.

C'est une plante grimpante vivace par sa souche tubéreuse, mais elle n'est pas rustique en climat tempéré froid. Pollinisée par les insectes, elle émet de longues tiges, de plusieurs mètres de longueur, grimpantes grâce à des vrilles trifides. Les tubercules, qui contiennent 18 % d'amidon (73 % de la masse sèche), sont comestibles quand ils sont jeunes.
Les feuilles, de 10 à 30 centimètres de long, sont entières, à nervation palmée, avec cinq lobes pointus et une base cordiforme.
Les petites fleurs, jaunes ou blanc verdâtre, sont monoïques (sexes séparés sur la même plante). Les fleurs mâles sont réunies en grappes, les fleurs femelles solitaires, toutes apparaissant à l'aisselle des feuilles.
Le fruit est une grosse baie d'une dizaine de centimètres de longueur, en forme de poire biscornue, à côtes irrégulières pouvant peser de 500 grammes à 2 kg. Il est jaune crème ou vert pâle, et peut être épineux. Il n'a, contrairement aux autres cucurbitacées, qu'une seule graine. Cette graine est très grosse, à tégument mince, difficile à extraire du fruit.
On dit parfois que cette plante est « vivipare » car la graine germe à l'intérieur du fruit tombé à terre.

## Origine et distribution
Cette espèce est originaire du Mexique (Oaxaca, Puebla, Veracruz) et de l'Amérique centrale. Elle est largement cultivée dans les zones tropicales, notamment en Amérique du Sud et en Afrique. Elle s'est également répandue dans les Mascareignes, notamment à l'île de La Réunion, où elle est introduite par Jacques Sully Brunet. Bien que consommée, elle y est considérée comme plante envahissante.

## Culture

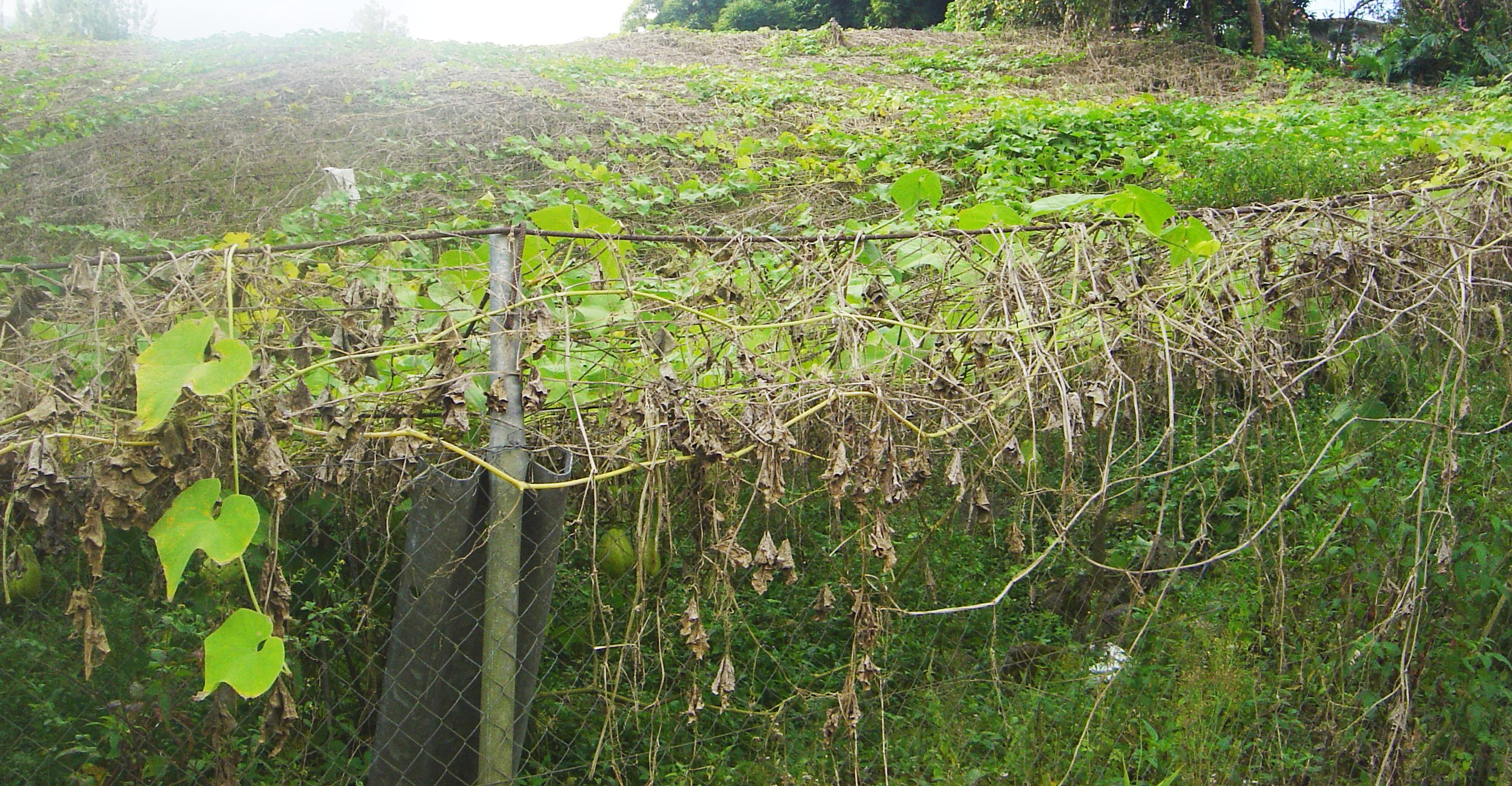
Plantation de chouchous dans le cirque de Salazie, Réunion.

Sa culture demande un sol frais, profond, bien ameubli et bien fumé, ainsi qu'un climat chaud.
La multiplication se fait par plantation du fruit assez tôt en fin d'hiver dans un endroit abrité et chaud. Le plant est ensuite mis en place au printemps, vers fin avril ou début mai dans l'hémisphère nord. Pour avoir plus de chance de voir le plant résister aux rigueurs de l'hiver en climat tempéré, on peut planter la chayotte assez profond (30 cm).
La chayote a besoin d'être palissée pour bien se développer.
La récolte intervient vers le mois de novembre. Elle est possible six semaines après l’apparition des fleurs femelles, soit environ trente jours après la pollinisation. Traditionnellement, la maturité de récolte est évaluée par une légère pression de l’ongle sur le fruit ; le stade correct est atteint si cela ne blesse pas la peau.  
La qualité culinaire du fruit est fortement influencée par son état de maturité lors de la récolte : un fruit trop jeune est fortement aqueux et se conserve mal ; un fruit trop âgé est fibreux et difficile à préparer.
La production moyenne est de 80 fruits par plant arrivant à maturité, en France, de fin août à fin novembre. Des températures inférieures à 13 °C provoquent des dégâts sur les petits fruits immatures, et des températures supérieures à 28 °C entraînent une croissance végétative excessive et la chute des fleurs et des fruits immatures. Les fruits se conserveront une bonne partie de l’hiver comme les pommes de terre dans un endroit frais (10 °C) mais hors gel. La souche peut rester en terre plusieurs années à condition de la protéger efficacement contre le gel.
Dans les pays à climat tempéré, la chayotte pousse bien s'il n'y a pas de coups de froid. Elle peut donner énormément de fruits, mais il faut bien protéger le pied durant l'hiver.

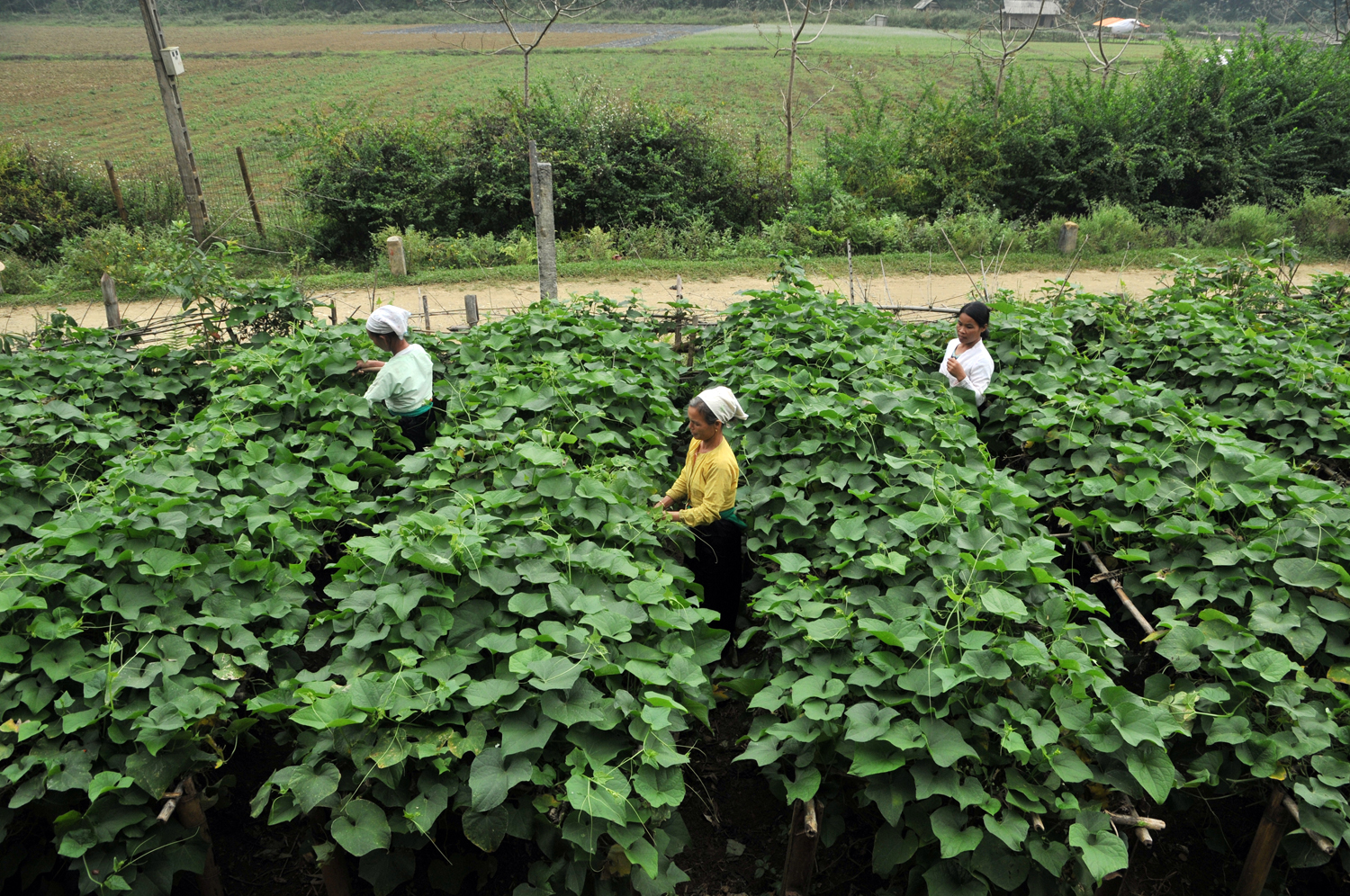
Récolte des chayotes.
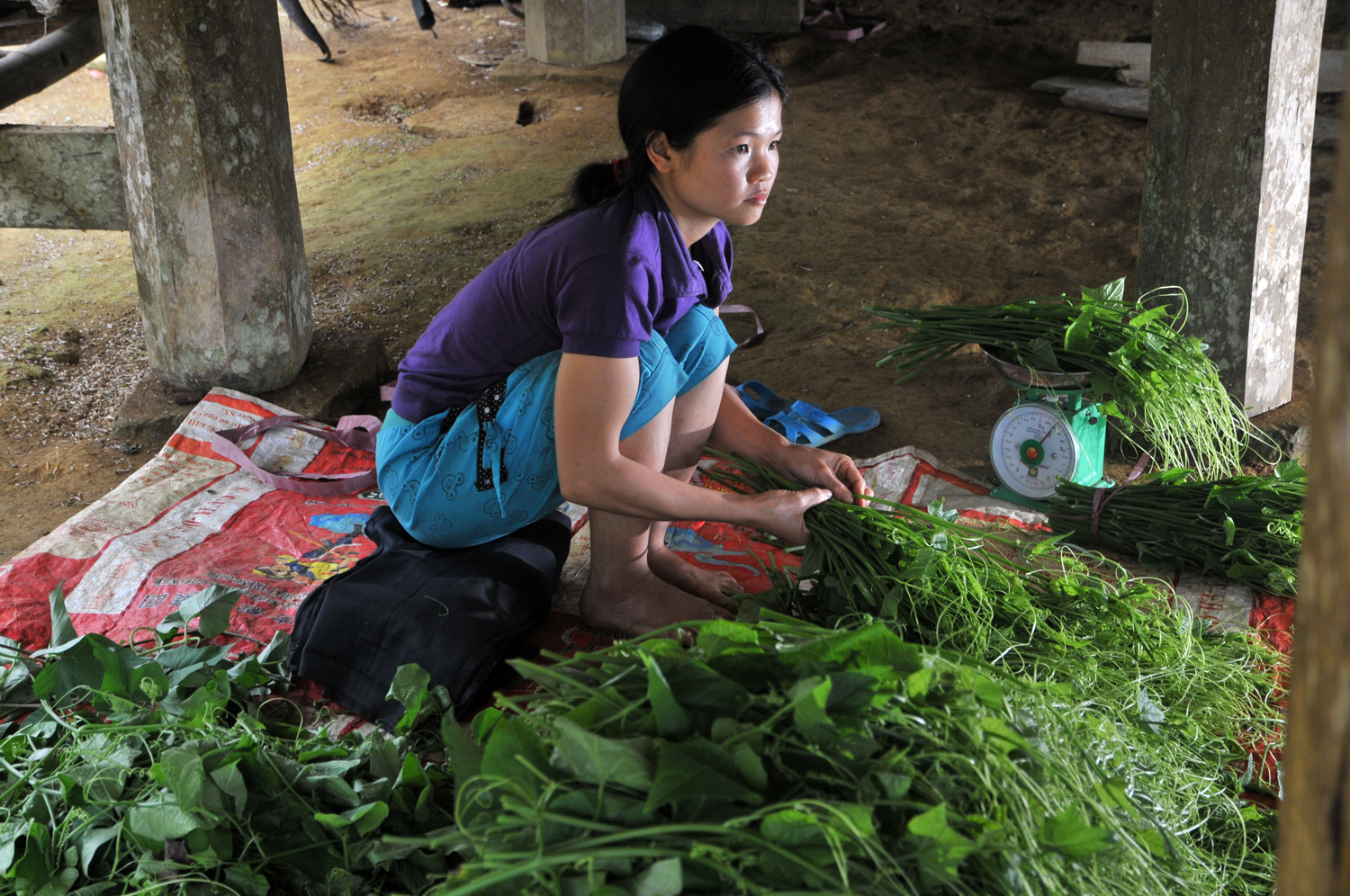
Préparation et pesée des pousses de chayotes.
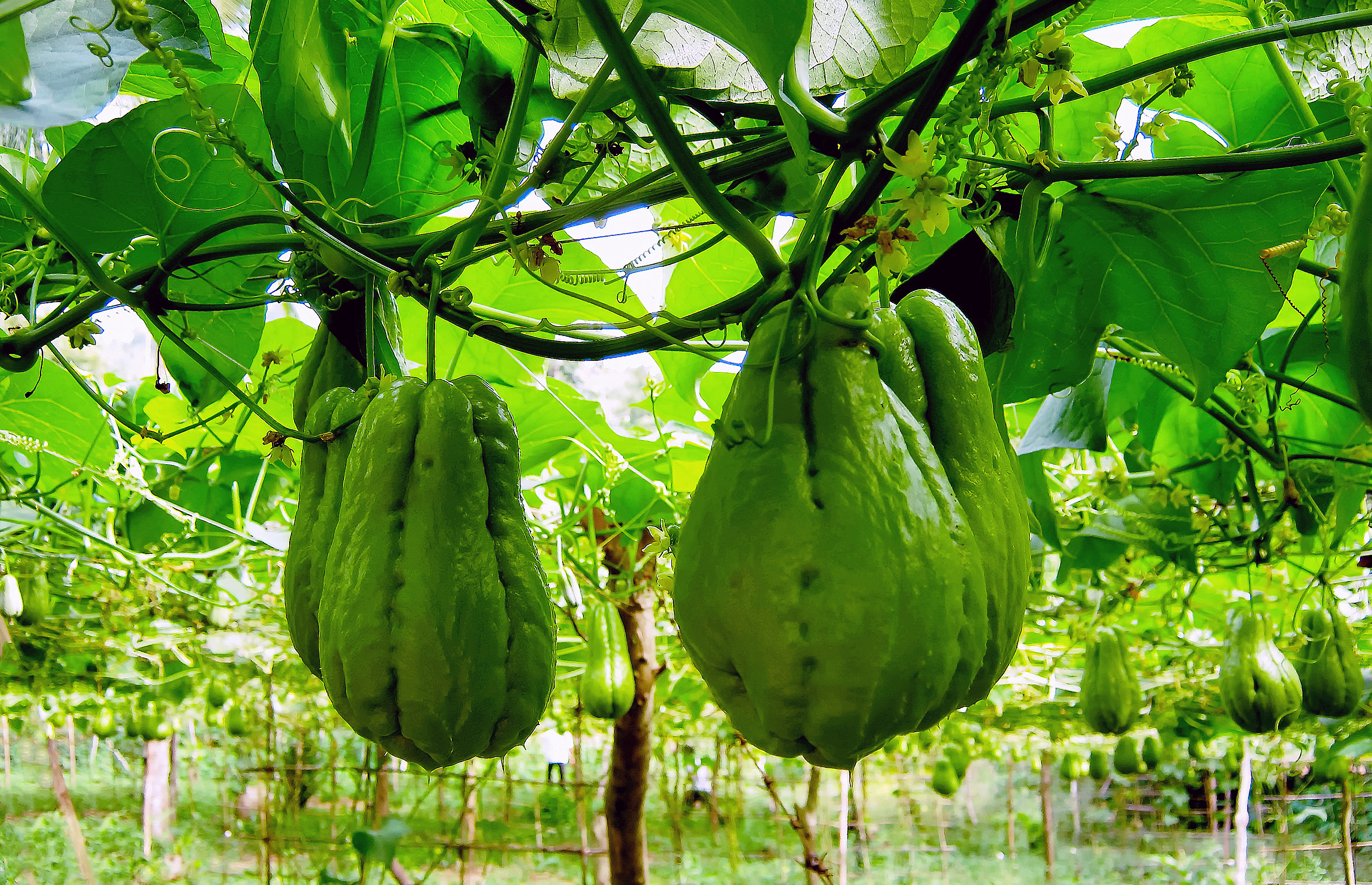
Fruits.
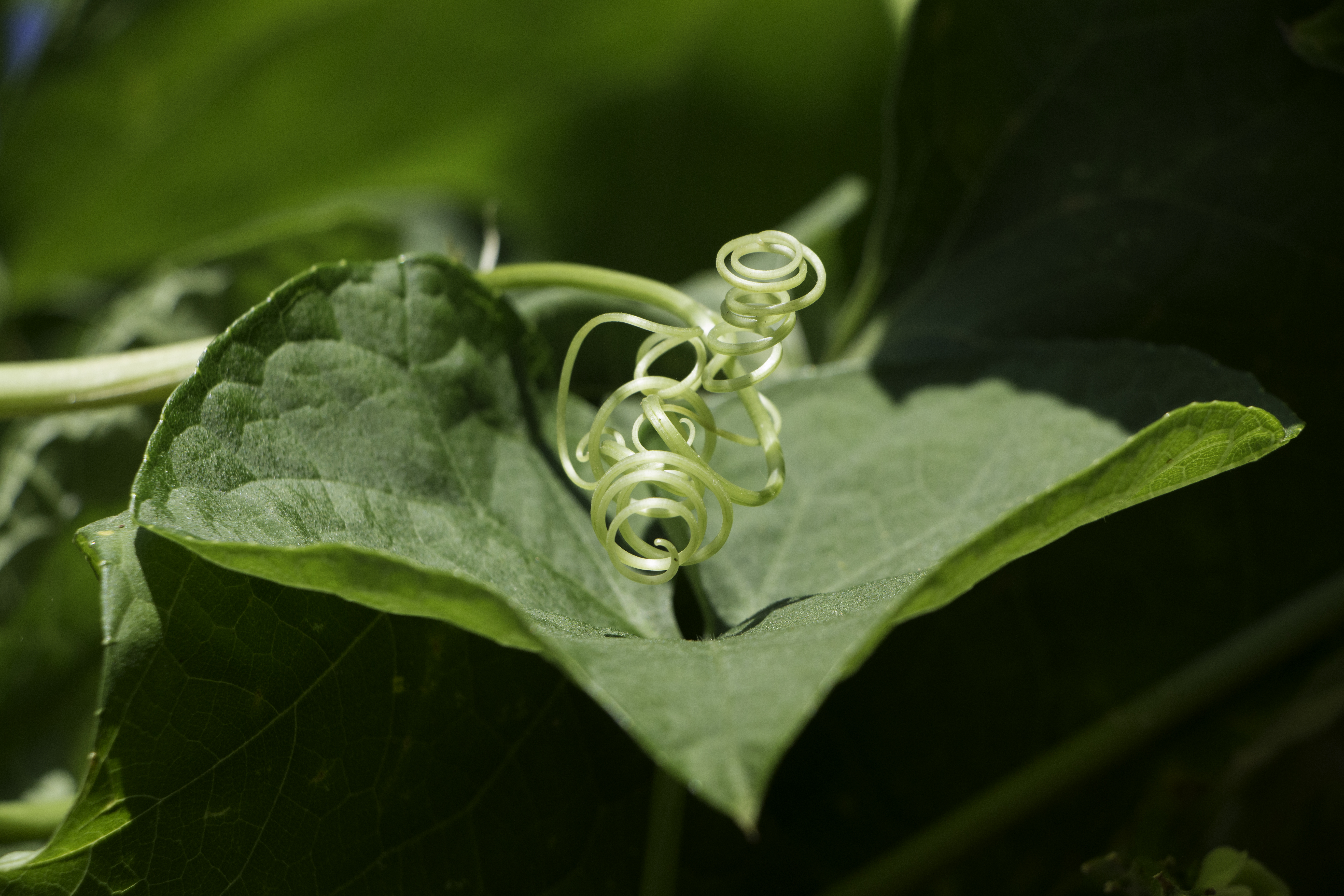
Feuille et vrille de chayote.
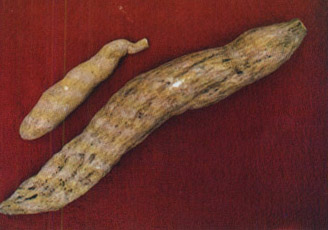
Racines de chayote.

## Variétés
Il existe différentes variétés cultivées selon les régions :
- la variété la plus répandue donne un fruit vert pâle en forme de poire ;
- Au Guatemala et au Honduras, une variété de couleur blanche à l'intérieur et crème à l'extérieur est connue sous le nom de perulero. Sa consistance est plus douce et plus juteuse que la traditionnelle chayote verte ;
- il existe également une variété vert foncé plus épineuse.

## Utilisation culinaire
Les chayotes font partie des régimes traditionnels méso-américains et se retrouvent dans divers plats.
Les fruits s'accommodent de la même manière que les courgettes, on les prépare aussi en daube, en gratin ou farcies.
Elles peuvent être servies en salade, à partir de jeunes fruits, crus ou refroidis après une légère cuisson, et râpés. Elles sont également consommées en soupes, crèmes et veloutés. À La Réunion, le chouchou ou chayote se consomme essentiellement en cari, en « daube » (sans vin, contrairement aux daubes provençales) ou en gratin et plus rarement en crudités.
Il existe aussi des préparations sucrées à base de chayote, ainsi des compotes, des confitures, ou le « gâteau chouchou ». C'est un légume très consommé à la Réunion, sa production est une spécialité du cirque de Salazie. 
À La Réunion et à l'île Maurice, les jeunes pousses tendres, appelées « brèdes chouchou » peuvent se préparer sautées à la poêle comme des haricots verts dont elles rappellent le goût. Ces jeunes pousses avec des feuilles fraîches sont également consommées comme brèdes à Madagascar.
La racine de la chayote, la « chinte » peut être détaillée en bâtonnets et préparée comme des frites. D'apparence rustique, elle a cependant une texture agréable. Ce tubercule est également connu comme ichintal au Guatemala ; chinta ou chintla au Salvador, echinta ou patastilla au Honduras, raíz de chayote au Panamá, et patate chouchou à La Réunion.
En Colombie, il est généralement utilisé comme un quelconque tubercule, remplaçant ainsi la patate, à certains endroits il est utilisé comme aliment fourrager pour les animaux domestiques, bovins ou porcins.
Il lui est attribué des propriétés amaigrissantes et de régénération des cellules.

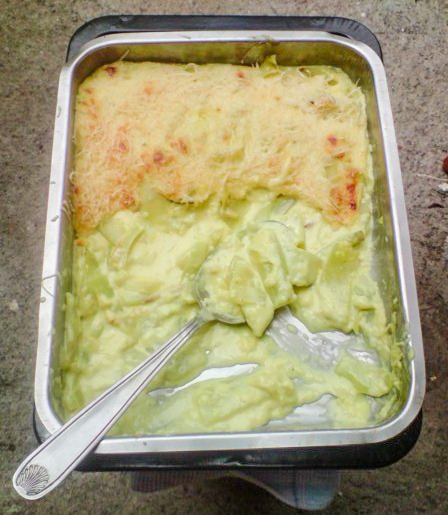
Gratin de chouchou.
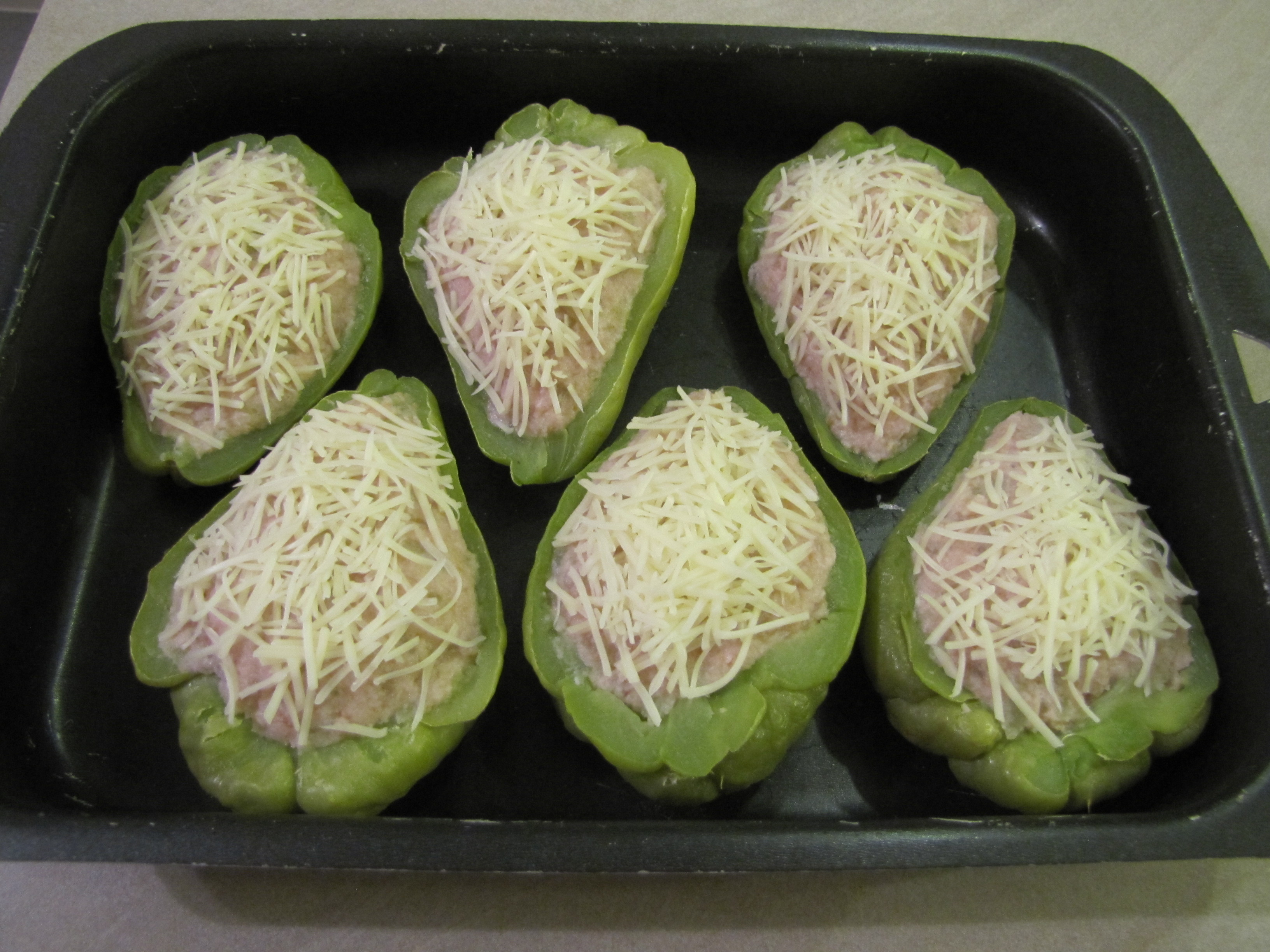
Christophines farcies avec jambon et panure.
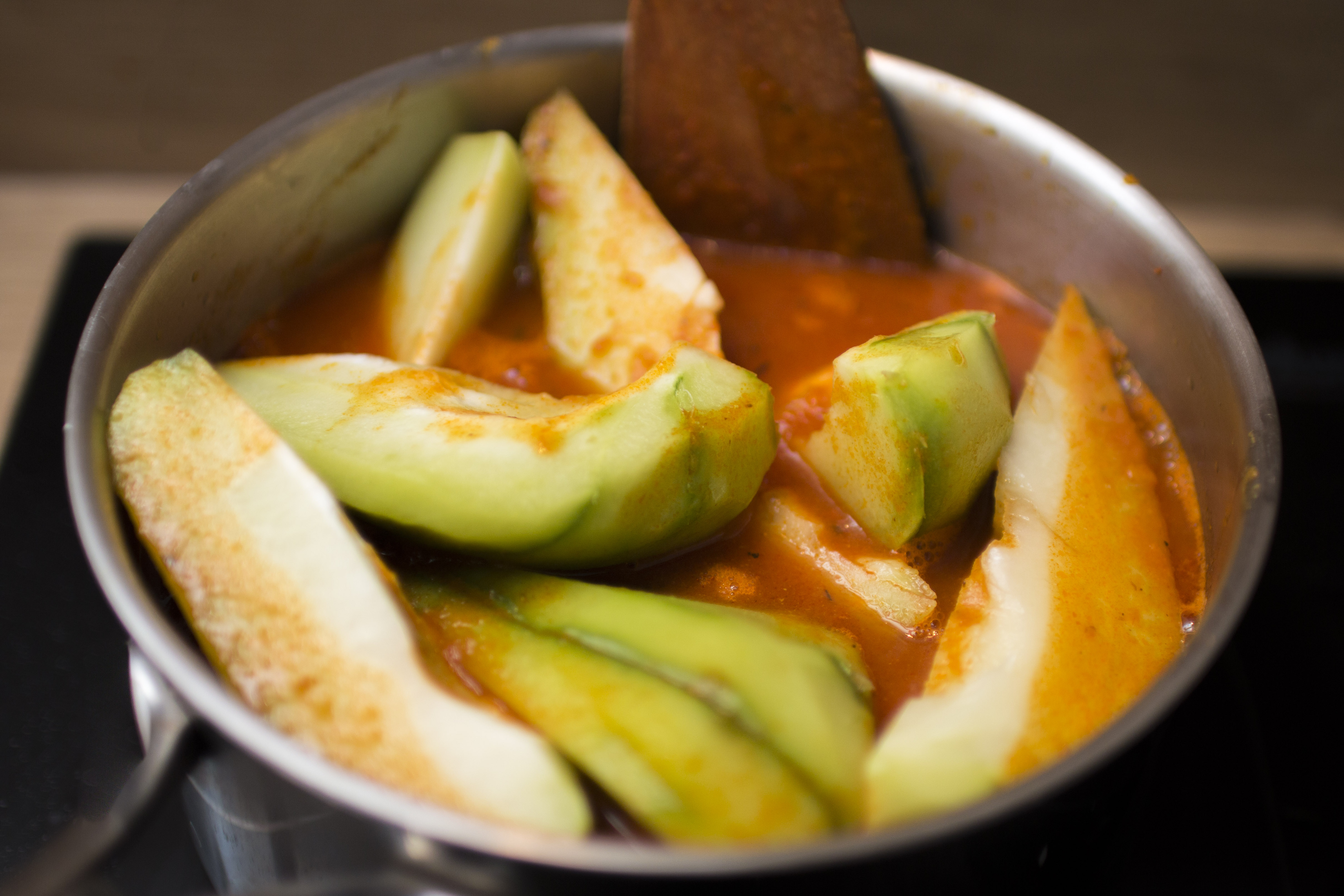
Cuisson du cari porc-chouchous.
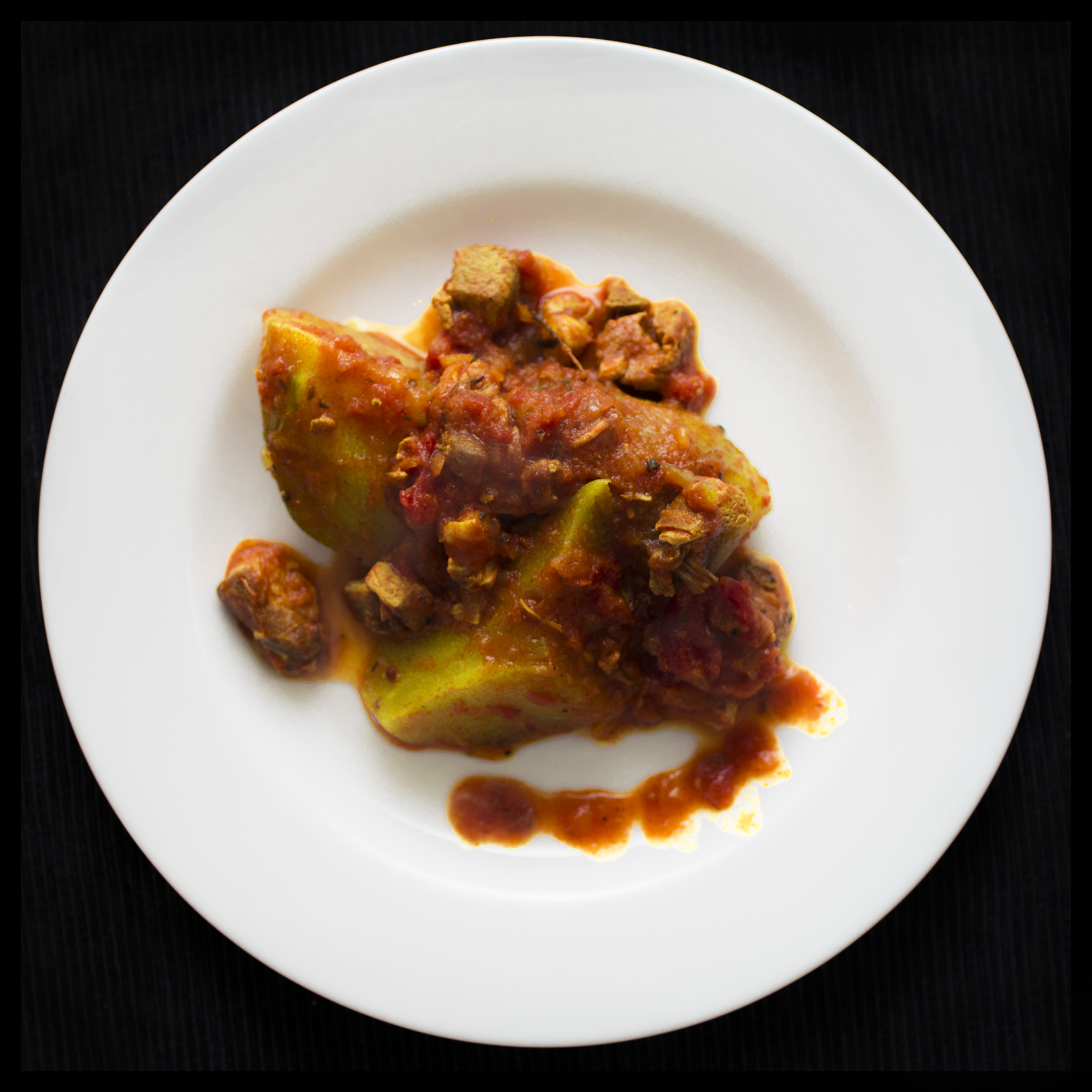
Assiette de cari porc-chouchous.
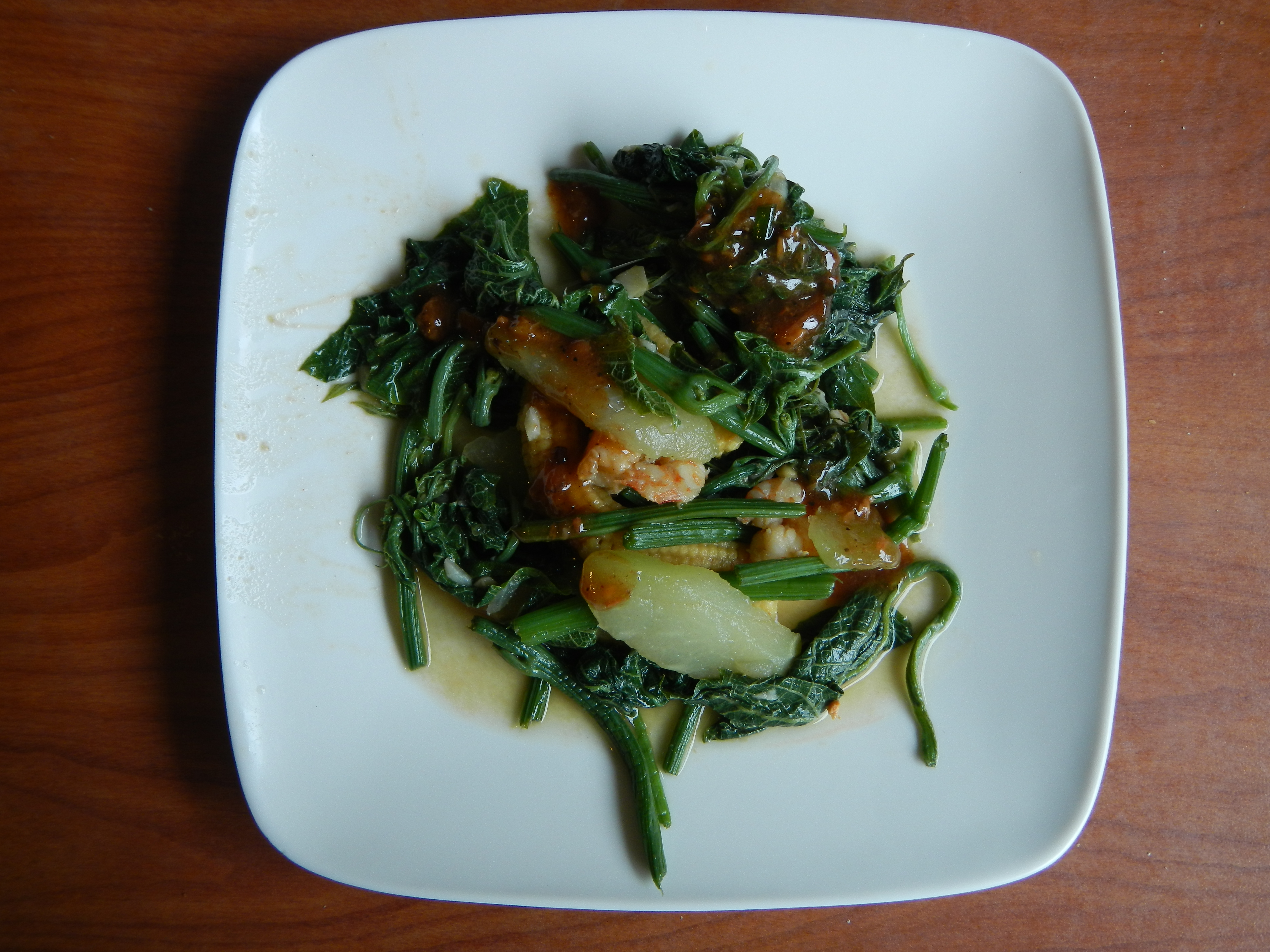
Pointes de tiges de chayote (Philippines).
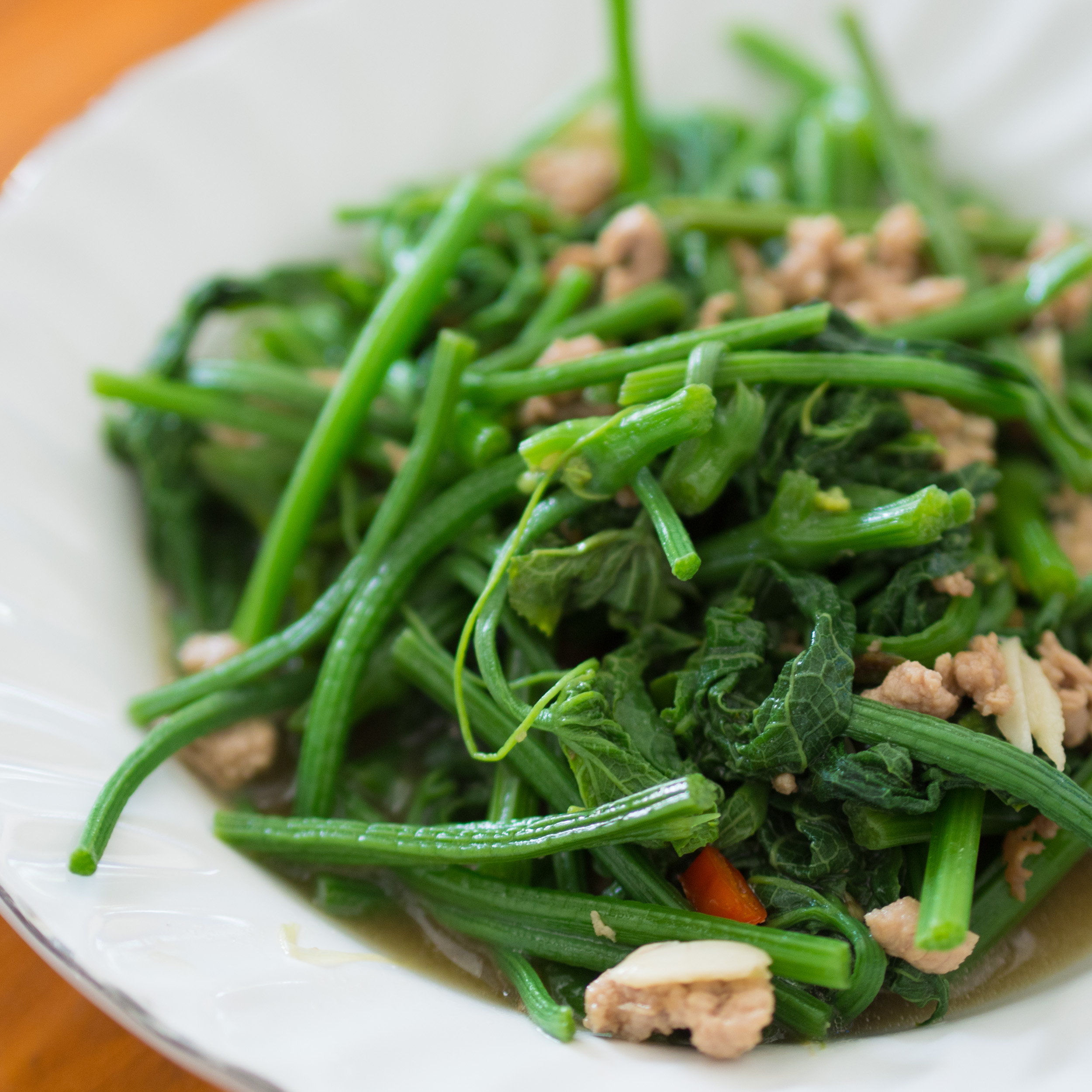
Pousses de chayote sautées (Thaïlande).

## Autres usages
Les tiges desséchées étaient utilisées à La Réunion pour fabriquer des paniers et surtout des chapeaux (les chapeaux paille chouchou, spécialité de Salazie) autrefois commercialisés en Europe sous le nom de « chapeaux de paille d'Italie ».
La pulpe crue du fruit, astringente, utilisée en masque était réputée pour effacer les taches sur le visage. On attribuait au fruit des vertus médicinales pour favoriser la lactation et guérir la coqueluche.

## Bienfaits
La chayote est riche en fibres (transit), antioxydants, vitamine C, zinc et peu calorique.
Les feuilles et les fruits ont des propriétés diurétiques, cardiovasculaires et anti-inflammatoires, et des décoctions à base de feuilles peuvent être utilisées en prévention de l'artériosclérose et de l'hypertension, ainsi que pour dissoudre les calculs rénaux.